# Prato-di-Giovellina
Pour les articles homonymes, voir Prato (homonymie).
Prato-di-Giovellina est une commune française située dans la circonscription départementale de la Haute-Corse et le territoire de la collectivité de Corse. Elle appartient à l'ancienne piève de Giovellina dont elle était le chef-lieu.

## Géographie

### Situation
Prato-di-Giovellina est une petite commune de la Giovellina, ancienne piève, un des bassins versants du Golo composé des communes de Piedigriggio, Prato-di-Giovellina, Popolasca et Castiglione. Des quatre communes, seule Popolasca se trouve dans le parc naturel régional de Corse. Prato appartient au canton de Niolu-Omessa.
Communes limitrophes

### Géologie et relief

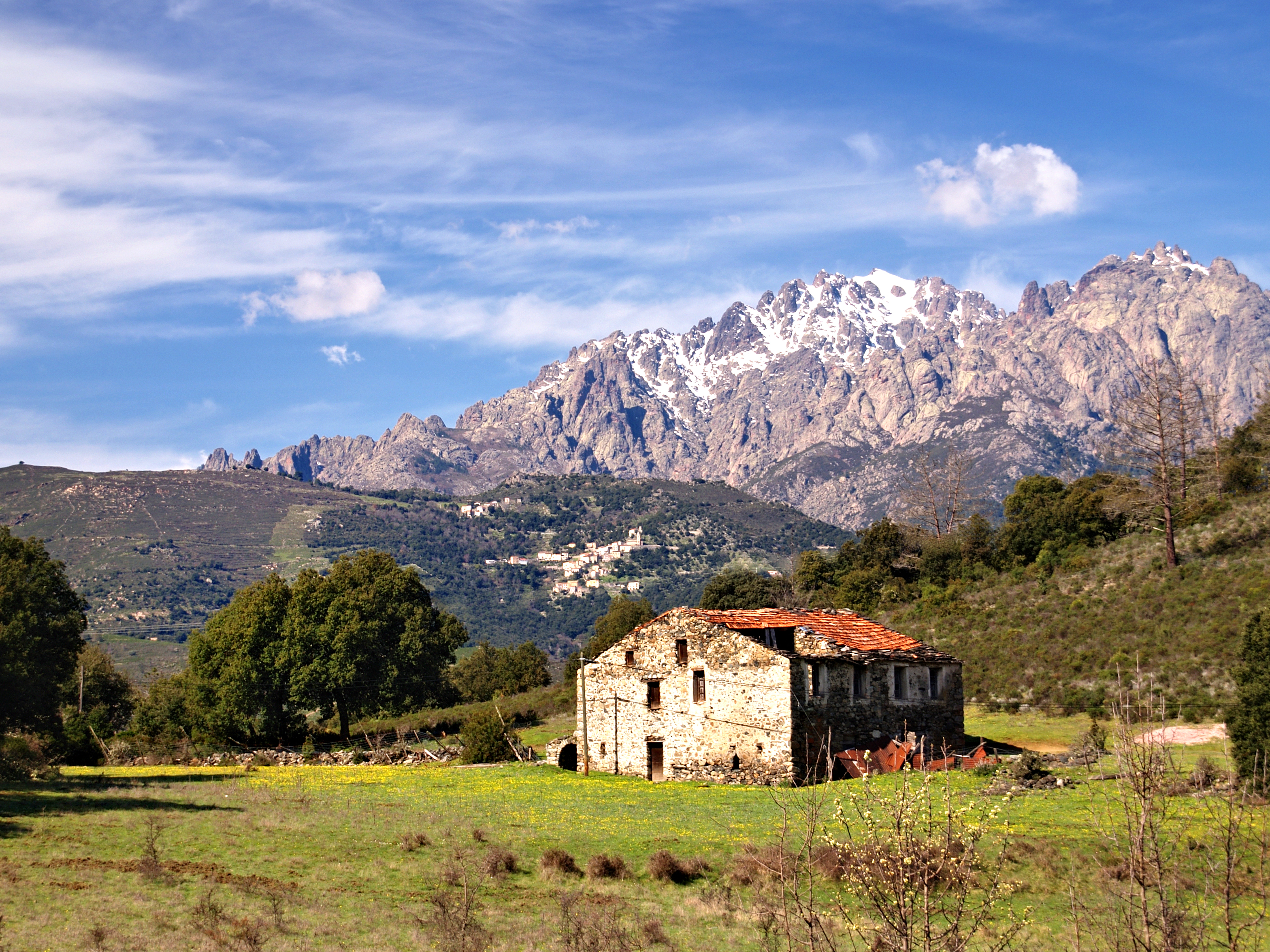
Les aiguilles de Popolasca et le village de Prato.

Prato-di-Giovellina se trouve dans la « Corse cristalline », à l'est des aiguilles de Popolasca, sur les contreforts du massif du monte Cinto. Perché à flanc de montagne au pied des aiguilles de Popolasca, son territoire est fait de nombreux vallons ouverts vers le nord, l'est et le sud, dans lesquels s'écoulent autant de ruisseaux qui alimentent le Golo. La partie orientale qui est délimitée par le Golo, fait partie de la zone dépressionnaire centrale de l'île, composée de sédiments, étroite et longue, axée sur le sillon de Corte.
Le point culminant de la commune se situe à 846 m d'altitude, au-dessus de Prato Soprano. Le Mont Sant'Angelo (825 m) se situe quant à lui au sud du village.

### Hydrographie

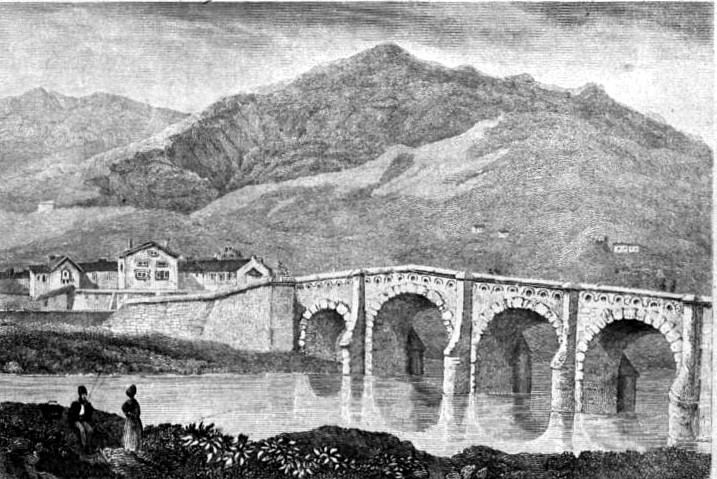
Le Pont Noro sur le Golo, gravure de 1838.

Le réseau hydrographique est dense, fait de petits ruisseaux à forte déclivité, beaucoup prenant naissance sur la commune. Le plus important est le ruisseau de Canavaghjola au nord, alimenté par le ruisseau de Vignola (source sous le village). Ce ruisseau forme un petit lac au lieu-dit Chiostrone avant de se jeter dans le Golo, au nord du Pont du Golo.
Au sud de la commune, trois autres rus : le ruisseau de l'Oio qui prend sa source sous Croce d'Arbitro à 696 m d'altitude, et à sa droite, les ruisseaux de Valle Maio et de Corniolo (source sous la chapelle Santa Maria).

### Climat et végétation
Le village est construit comme ses voisins à plus de 700 m d'altitude, au flanc méridional de la ligne de crête la dominant, un petit chaînon montagneux passant par la Croce d'Arbitro, orienté vers l'E-NE. Le climat y est rude, froid en hiver et chaud en été. La commune n'a pas de forêts remarquables, mais des bosquets de chênes verts, de chênes pubescents et de pins laricio. De très nombreuses terrasses de culture, les lenze, sont visibles au sud du village.

### Voies de communication et transports

#### Accès routiers

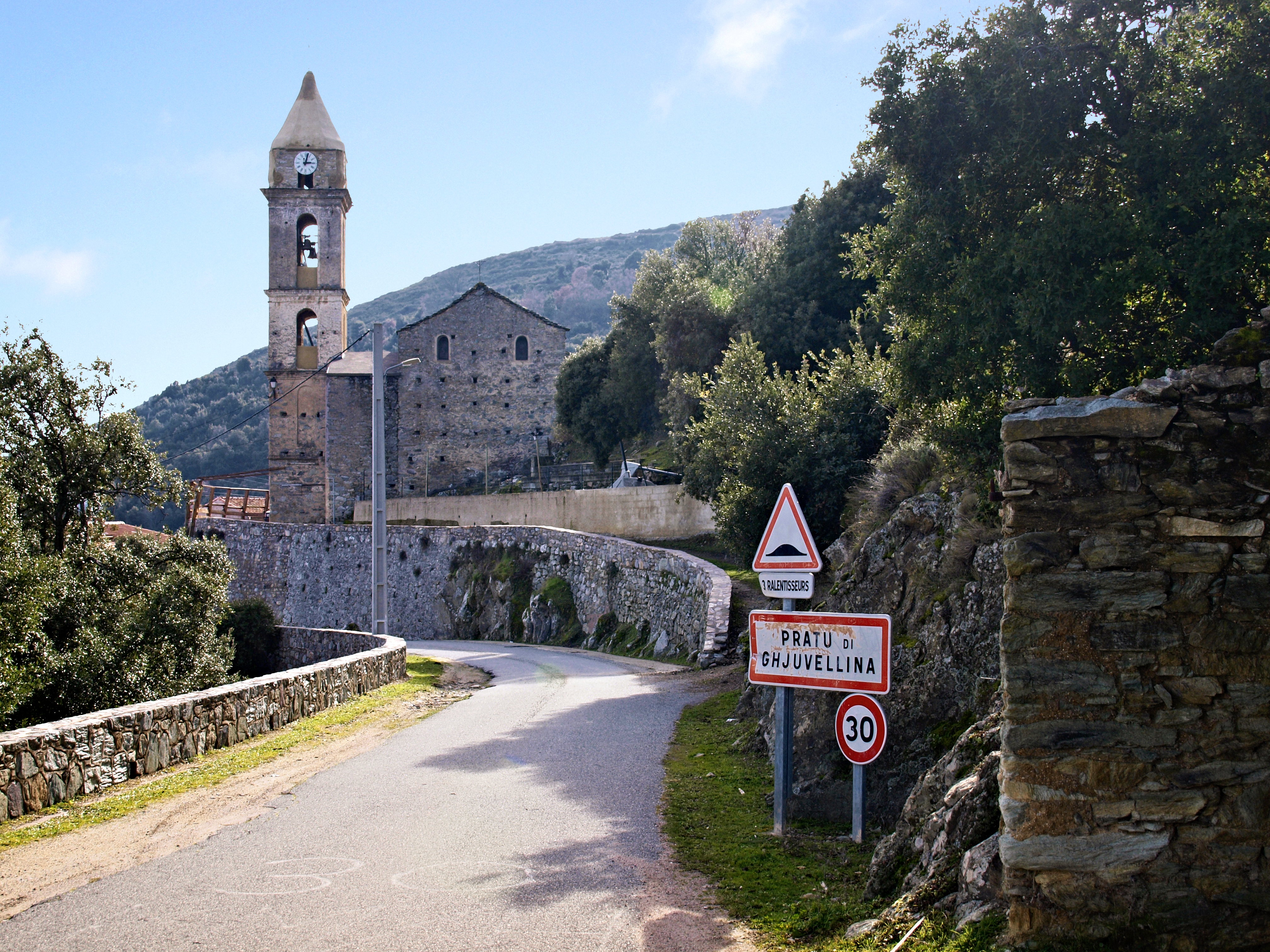
L'entrée du village.

Non loin de la route territoriale 20 qui traverse son territoire sur près d'un kilomètre le long du Golo, le village se situe à 5 km de Francardo (Omessa), 12 km de Ponte-Leccia (Morosaglia) et 20 km de Corte.
La D 118 est la seule route qui traverse le village de Prato. L'accès se fait principalement à partir de Francardo (Omessa) sur l'ex-RN 193. On y arrive également depuis Popolasca ou de Ponte-Castirla (Castirla) par la D 18, et de Castiglione par la D 118.

#### Transports
La gare des Chemins de fer de Corse la plus proche est la gare de Francardo, distante de 6 km.
Le village est distant par route de :
- 44 km de l'aéroport de Bastia Poretta,
- 76 km de l'aéroport de Calvi-Sainte-Catherine,
- 96 km de l'aéroport d'Ajaccio-Napoléon-Bonaparte,
- 54 km du port de commerce de L'Île-Rousse,
- 59 km du port de commerce de Bastia,
- 99 km du port de commerce d'Ajaccio.

## Urbanisme

### Typologie
Au 1er janvier 2024, Prato-di-Giovellina est catégorisée commune rurale à habitat très dispersé, selon la nouvelle grille communale de densité à sept niveaux définie par l'Insee en 2022.
Elle est située hors unité urbaine. Par ailleurs la commune fait partie de l'aire d'attraction de Corte, dont elle est une commune de la couronne,. Cette aire, qui regroupe 34 communes, est catégorisée dans les aires de moins de 50 000 habitants,.

### Occupation des sols
L'occupation des sols de la commune, telle qu'elle ressort de la base de données européenne d’occupation biophysique des sols Corine Land Cover (CLC), est marquée par l'importance des forêts et milieux semi-naturels (95,1 % en 2018), une proportion identique à celle de 1990 (95,1 %). La répartition détaillée en 2018 est la suivante : 
milieux à végétation arbustive et/ou herbacée (68 %), forêts (27,1 %), zones agricoles hétérogènes (4,9 %). L'évolution de l’occupation des sols de la commune et de ses infrastructures peut être observée sur les différentes représentations cartographiques du territoire : la carte de Cassini (XVIIIe siècle), la carte d'état-major (1820-1866) et les cartes ou photos aériennes de l'IGN pour la période actuelle (1950 à aujourd'hui).

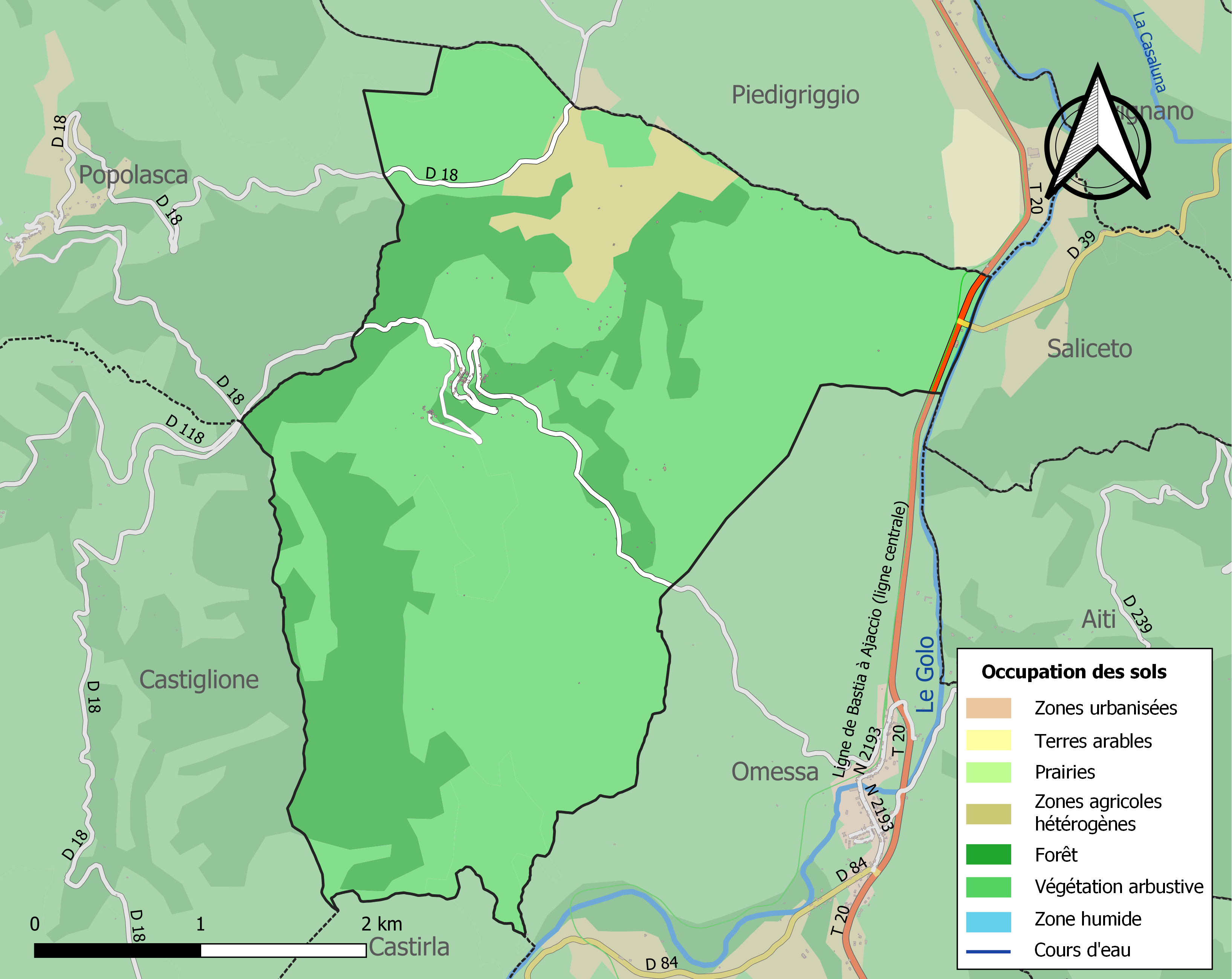
Carte des infrastructures et de l'occupation des sols de la commune en 2018 (CLC).
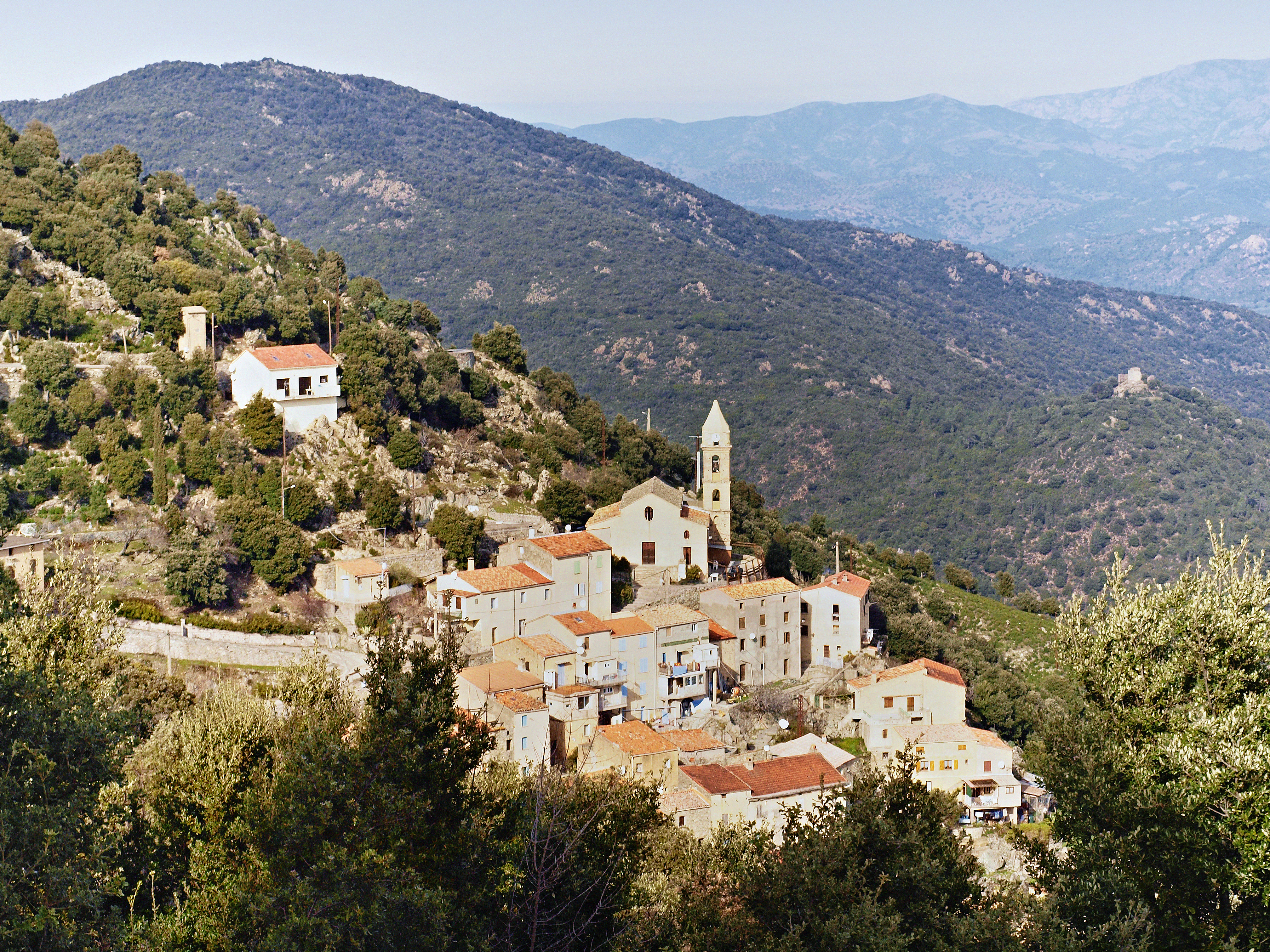
Prato Soprano et Castello di Serravalle (à droite).

## Histoire

### Moyen Âge
De nombreux vestiges témoignent de l'occupation du site depuis le début du Moyen Âge.

## Politique et administration

### Tendances politiques et résultats
Le 27 novembre 2017, Pasquin NASICA (premier adjoint) succède à José SIMONI, maire démissionnaire avant la fin de son mandat (2014-2020).

### Liste des maires
| Période                                  | Période  | Identité                | Étiquette | Qualité                     |
| ---------------------------------------- | -------- | ----------------------- | --------- | --------------------------- |
|                                          | 1952     | Jean-Baptiste COLOMBANI |           | Commerçant                  |
| 1952                                     | 1964     | Nicolas ROLLES          |           | Retraité de la marine       |
| 1964                                     | 1979     | Jean SIMONI             |           | Cadre à la Sécurité Sociale |
| 1979                                     | 1980     | Jean-Pierre SIMONI      |           | Radiologue                  |
| 1980                                     | 1995     | Francine SANCHEZ        |           | Directrice d'école          |
| 1995                                     | 2000     | Eric SANCHEZ            |           | Ingénieur                   |
| 2000                                     | 2008     | Jean-Pierre GRAZIANI    | DVD       | Agriculteur                 |
| 2008                                     | 2017     | José SIMONI             | DVD       | Retraité                    |
| 2017                                     | 2019     | Pasquin NASICA          | DVD       | Cadre supérieur chez Orange |
| 2019                                     | En cours | Pierre NASICA           | DVD       | Retraité ingénieur          |
| Les données manquantes sont à compléter. |          |                         |           |                             |

## Population et société

### Démographie
L'évolution du nombre d'habitants est connue à travers les recensements de la population effectués dans la commune depuis 1800. Pour les communes de moins de 10 000 habitants, une enquête de recensement portant sur toute la population est réalisée tous les cinq ans, les populations de référence des années intermédiaires étant quant à elles estimées par interpolation ou extrapolation. Pour la commune, le premier recensement exhaustif entrant dans le cadre du nouveau dispositif a été réalisé en 2006.

En 2022, la commune comptait 51 habitants, en évolution de +18,6 % par rapport à 2016 (Haute-Corse : +5,15 %, France hors Mayotte : +2,11 %).
| 1800 | 1806 | 1821 | 1831 | 1836 | 1841 | 1846 | 1851 | 1856 |
| ---- | ---- | ---- | ---- | ---- | ---- | ---- | ---- | ---- |
| 204  | 379  | 393  | 368  | 386  | 356  | 290  | 440  | 427  |

| 1861 | 1866 | 1872 | 1876 | 1881 | 1886 | 1891 | 1896 | 1901 |
| ---- | ---- | ---- | ---- | ---- | ---- | ---- | ---- | ---- |
| 411  | 410  | 421  | 419  | 361  | 337  | 421  | 412  | 519  |

| 1906 | 1911 | 1921 | 1926 | 1931 | 1936 | 1946 | 1954 | 1962 |
| ---- | ---- | ---- | ---- | ---- | ---- | ---- | ---- | ---- |
| 525  | 534  | 406  | 190  | 167  | 156  | 134  | 109  | 73   |

| 1968 | 1975 | 1982 | 1990 | 1999 | 2006 | 2011 | 2016 | 2021 |
| ---- | ---- | ---- | ---- | ---- | ---- | ---- | ---- | ---- |
| 57   | 54   | 47   | 39   | 40   | 51   | 45   | 43   | 48   |

| 2022 | - | - | - | - | - | - | - | - |
| ---- | - | - | - | - | - | - | - | - |
| 51   | - | - | - | - | - | - | - | - |

### Manifestations culturelles et festivités
La fête patronale se déroule le 15 août, Festa di l'Assunta Gloriosa, reine céleste de la Corse.

### Cultes
L'église paroissiale de l'Annonciation relève du diocèse d'Ajaccio.

## Culture locale et patrimoine

### Lieux et monuments
Pour les articles homonymes, voir Castello di Serravalle (homonymie).

#### Castello di Serravalle

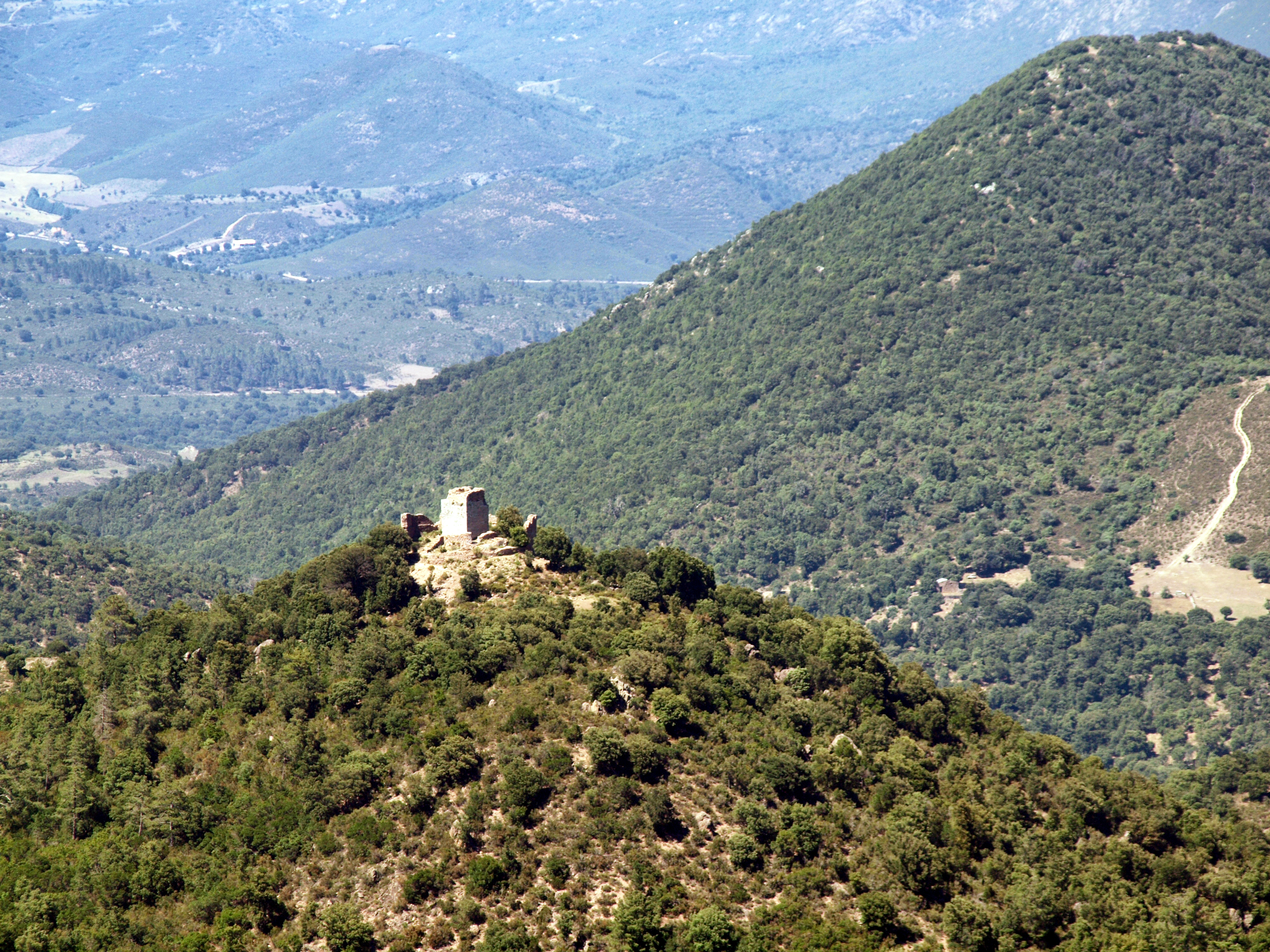
Castello di Serravalle.

Le castello di Serravalle ou château de Serravalle est un ensemble fortifié en ruine composé du château moyenâgeux avec son enceinte, construit peut-être du XIIIe siècle. Il se situe au sommet d'une colline, à 553 m d'altitude, au nord de la commune. Les matériaux employés sont la roche sédimentaire, qu'il a fallu aller chercher à quelques centaines de mètres, presque uniquement dans le donjon. Seuls des blocs isolés ont été utilisés dans le rempart et les bâtiments annexes où la tour domine. les murs d'environ 1 m d'épaisseur sont entièrement construits au mortier de chaux. Les moellons de granite ou de schiste employés, sont de dimensions assez homogènes, mais de formes très irrégulières. Les trous de boulin dans le donjon sont de type dit "borgne", qui ne traverse pas le mur. Il fallait une échelle pour accéder à la porte qui perçait le puissant mur épais de 1,60 m au niveau du premier étage, à 5 m de hauteur au-dessus du sol. Un espace de circulation existe entre la tour et ce qui semble être la pièce principale, une salle légèrement trapézoïdale, d'un peu plus de 55 m2, construite contre l'enceinte et à côté de l'entrée principale de la forteresse. Deux accès permettaient de pénétrer dans ce logis : une grande porte dans l'angle entre l'enceinte et le mur pignon sud, et une poterne perçant l'enceinte dans l'angle opposé. Une archère et une évacuation d'eaux usées percent également le mur est.

« Dans les secteurs sud et ouest du château se trouvent deux grands corps de bâtiments qui épousent la forme polygonale de l'enceinte. Au sud, il est divisé en deux espaces au moins, de dimensions inégales, par des refends qui ne sont pas liés aux murs principaux. Une seule entrée, camouflée et protégée par le donjon, est aujourd'hui visible. L'enceinte présente une série de cavités alignées horizontalement, associées à un retrait de quelques centimètres. Cet ensemble était destiné à recevoir plus probablement la charpente d'un plancher qu'un chemin de ronde, comme cela a été supposé. Ce bâtiment devait donc posséder un étage qui, comme le rez-de-chaussée, était ouvert par des meurtrières. »

— Daniel Istria - Pouvoirs et fortifications dans le nord de la Corse : du XIe siècle au XIVe siècle p. 348
Il a été construit vraisemblablement par la famille des seigneurs Amondaschi qui dominait la région (Dans la reconquête de l'île sur les Sarrasins, Amondo Nasica était le compagnon d'arme du comte Ugo della Colonna, qui lui donna à Avoglino (Giovellina) avec tout le bassin du Golo).
Par la suite, au XVe siècle, le château fut occupé par les Génois puis abandonné au XVe siècle. Il est un des édifices militaires médiévaux les mieux conservés de l'île. Le site est propriété de la commune. Au centre, le donjon carré présente une maçonnerie révélant deux campagnes de construction.
 Donjon et enceinte sont inscrits et protégés monuments historiques par arrêté du 9 juillet 1996.

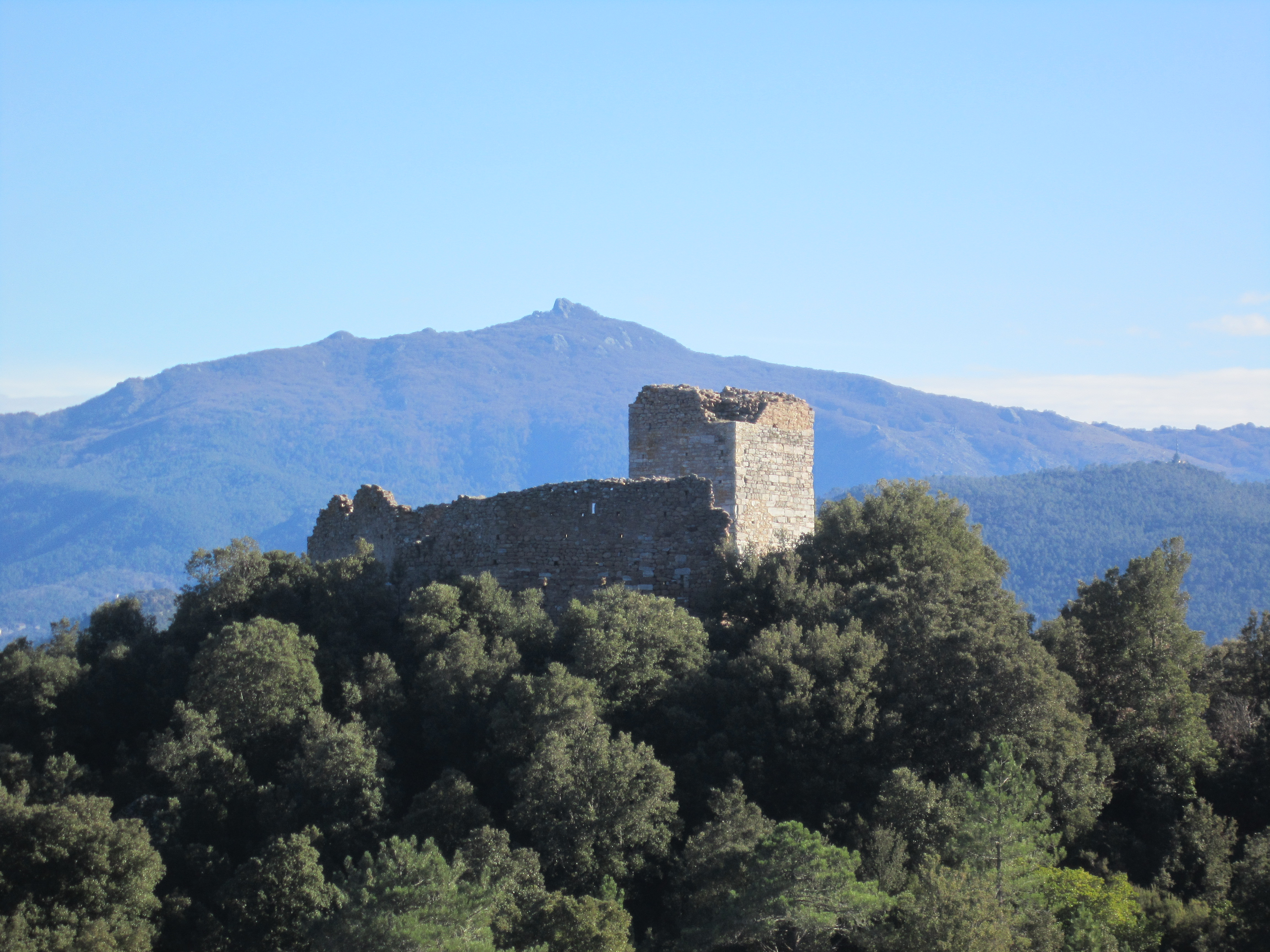
Vue globale du château (ouest)
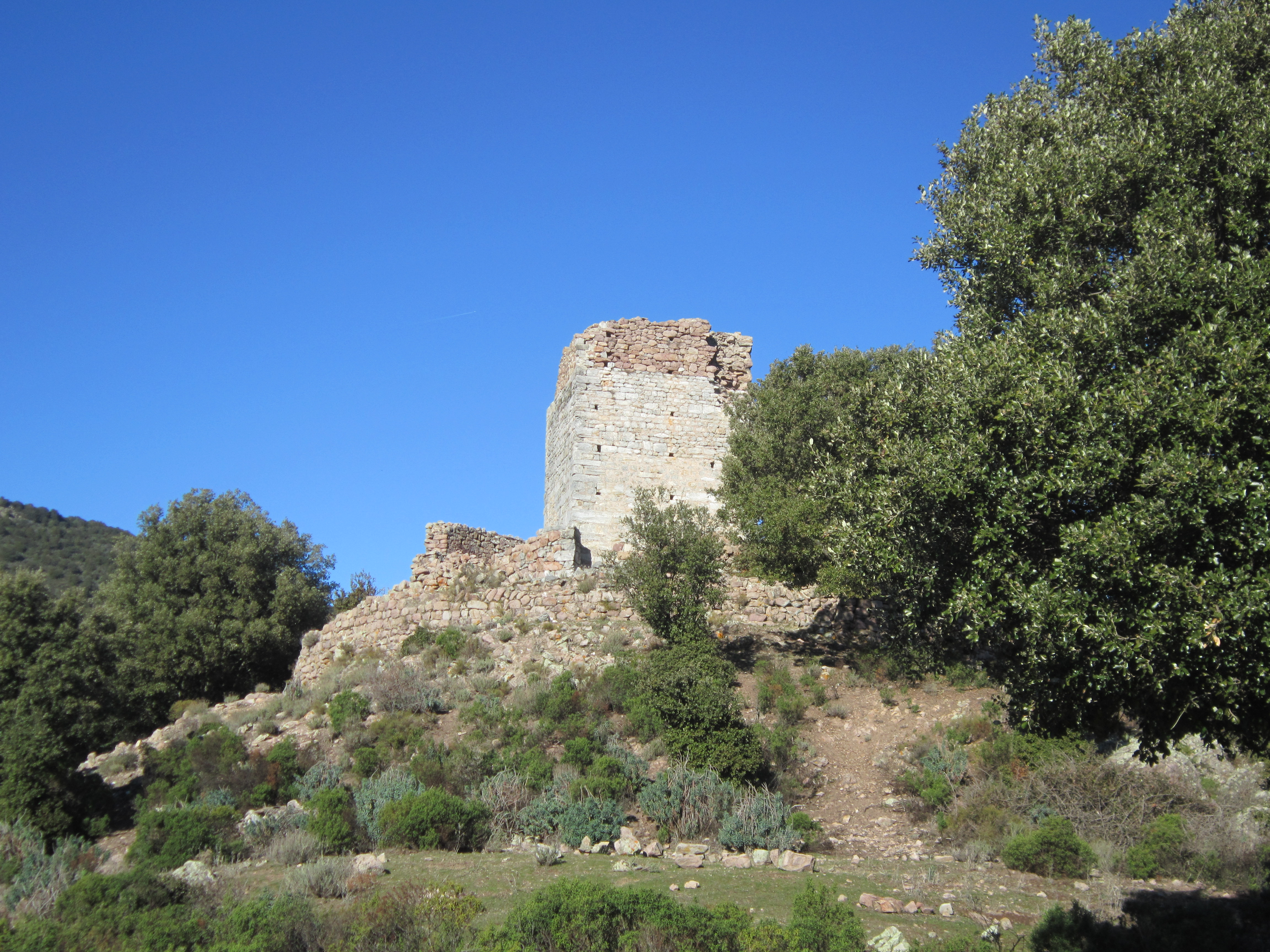
Vue globale du château (sud-est)
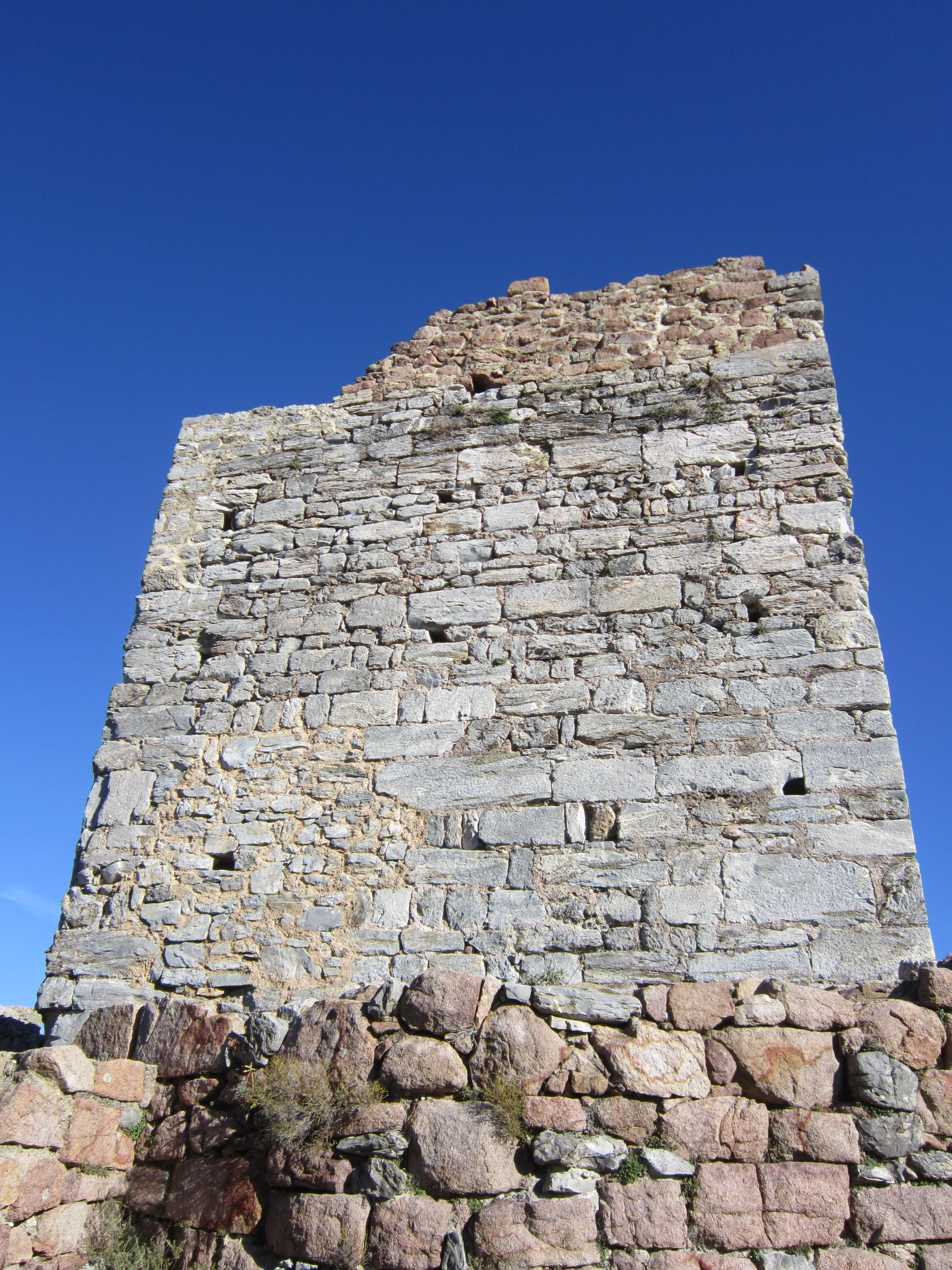
Détail de la tour principale (sud)
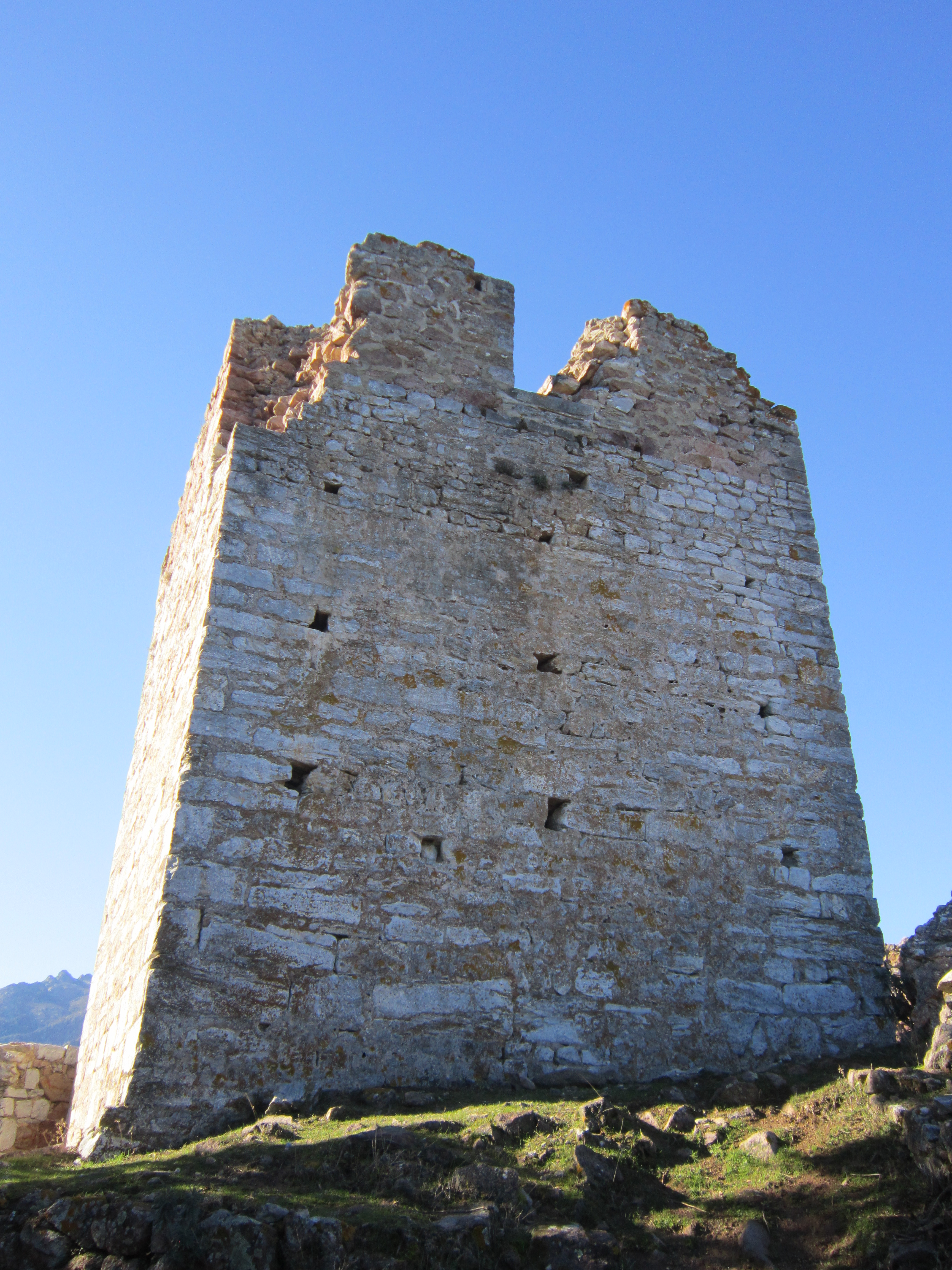
Détail de la tour principale (nord)
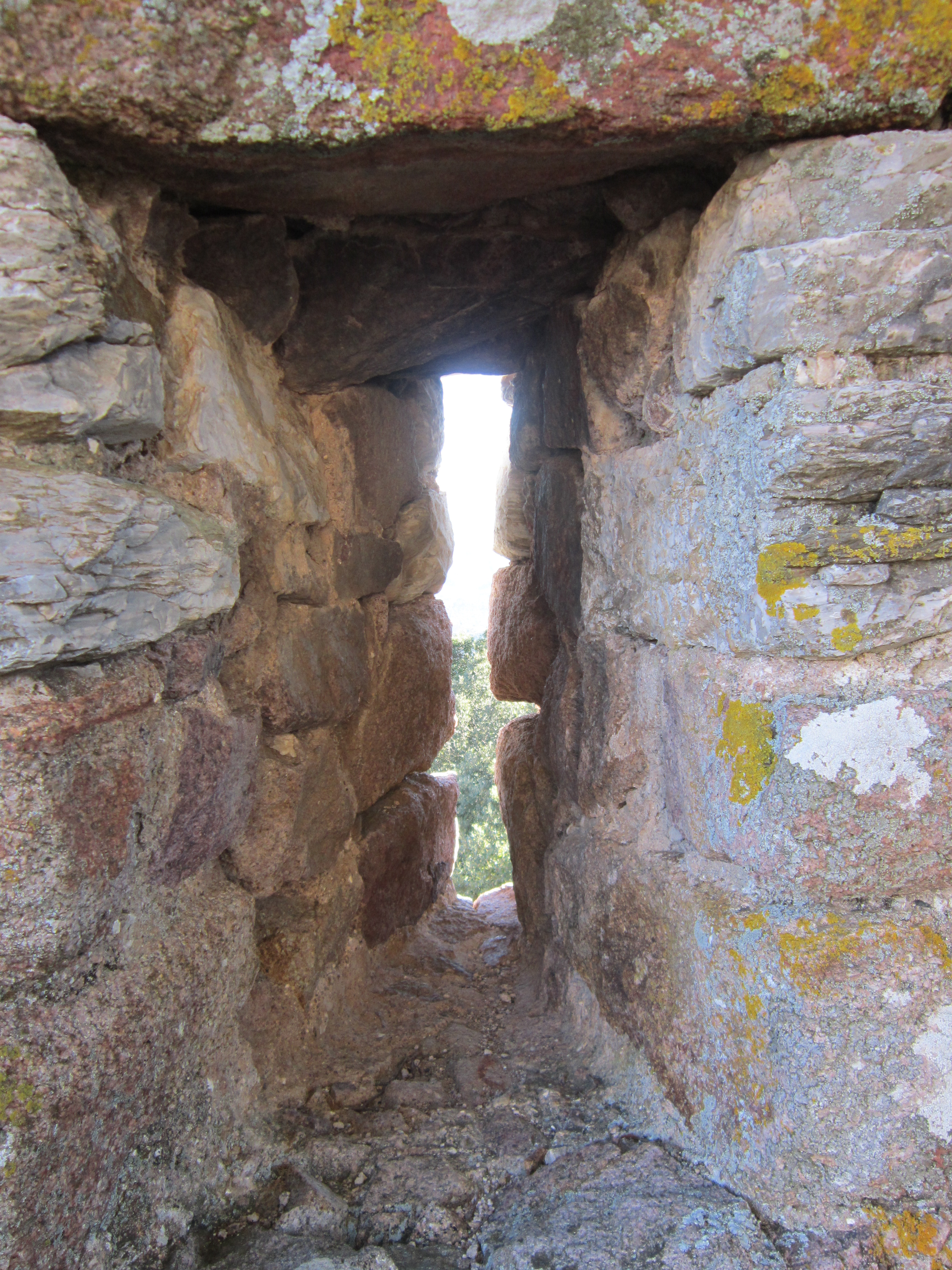
Meurtrière
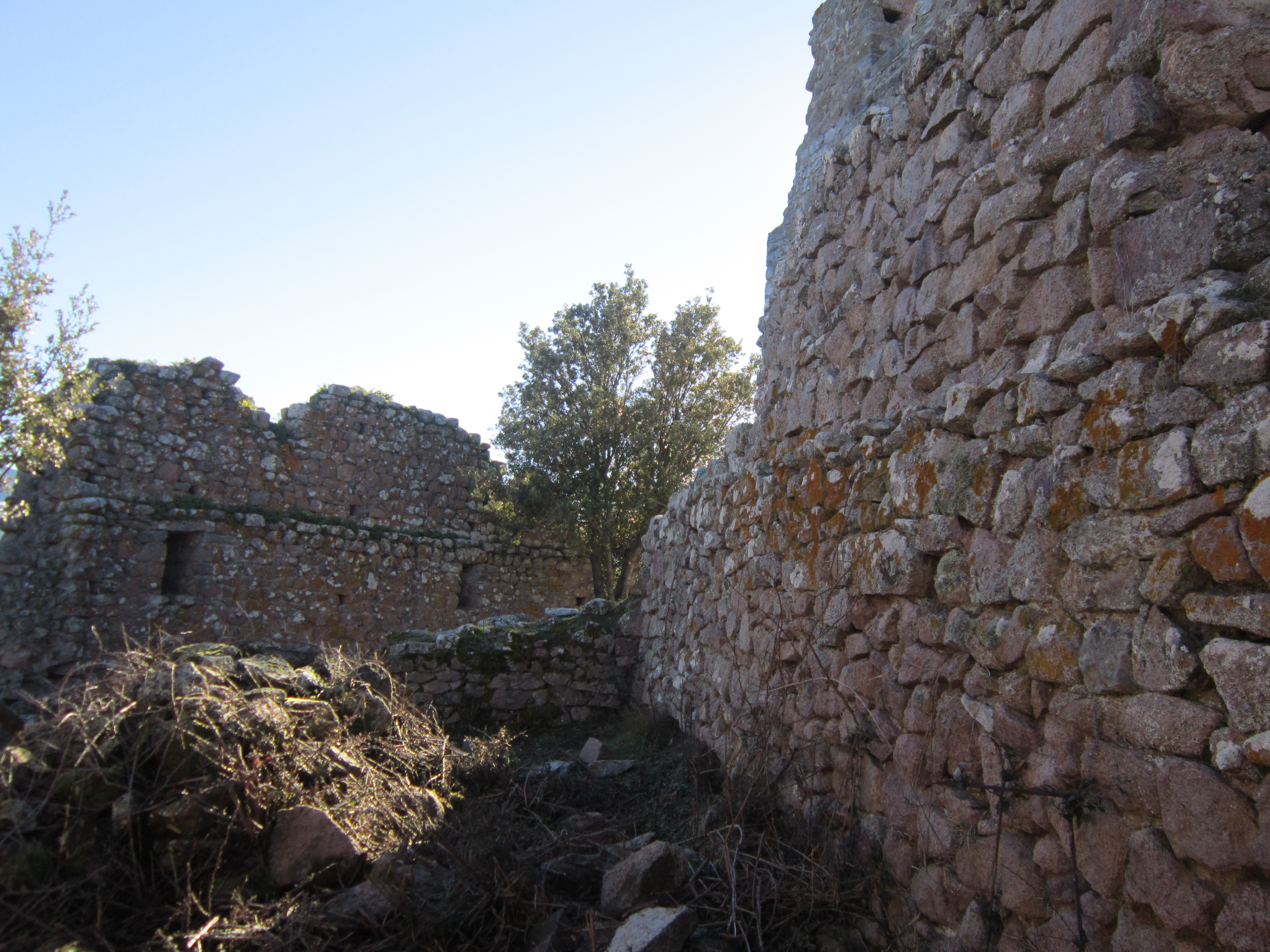
Murs d'enceintes et dépendances

#### Tour de Monte Albano

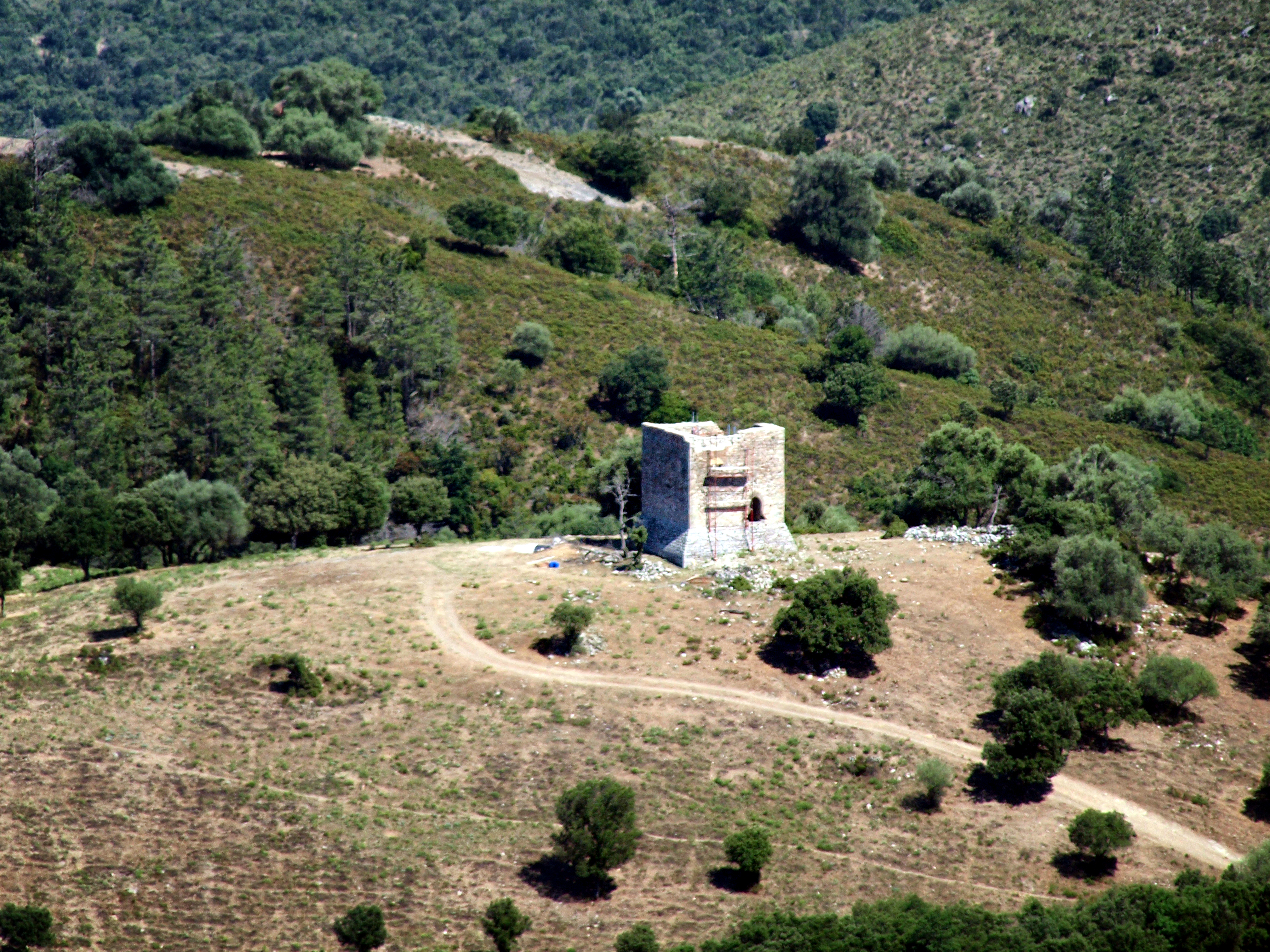
Tour de Monte Albano.

La tour génoise de Monte Albano ruinée est située comme son nom l'indique, sur le Monte Albano (483 m), à 3 km distance orthodromique au sud-est du castello di Serravalle. Elle a été édifiée par les Génois lors de leur passage dans la région. C'est l'une des rares tours qui se trouvent à l'intérieur des terres, l'usage étant plutôt de les bâtir sur le littoral.
Cette tour, avec celles de Caporalino, d'Omessa, et du castello di Serravalle, constituaient le réseau défensif de l'intérieur de l'île (pièves de Caccia, Giovellina, Rostino, Vallerustie et Talcini), donc de Corte la principale ville. D'ailleurs, depuis la tour de Monte Albano, on peut voir la tour de Caporalino, une tour carrée en ruines sur les hauteurs de Caporalino (Omessa), le Turon (Tourrone) d'Omessa, ainsi que le castello di Serravalle.
En 2013, la tour était en cours de restauration comme on peut le voir sur l'image ci-contre.
Elle a servi de décors lors des batailles pour le téléfilm Colomba.

#### La Tribuna
La Tribuna est l'appellation locale du lieu nommé "Pieve" sur les cartes IGN qui se situe sur un petit plateau (347 m) au-dessus du vallon du ruisseau de Canavaghiola. Il s'agit de l'église principale (plebana en latin) de la pieve, Saints-Gervais-et-Protais, deux frères jumeaux martyrs.
Les vestiges de ce tribunal religieux, -pieve désignant le lieu de pouvoir et de justice, datent de l'épopée romane. Ils paraissent représenter une bourgade romaine.
L'église piévane était à nef unique avec une petite abside orientée à l'est, « vers Rome ». La façade principale présente encore un portail surmonté d'un tympan et des murs dont l'appareillage de dalles de parement a été dépouillé à de nombreux endroits depuis longtemps.

#### Église de l'Annonciation

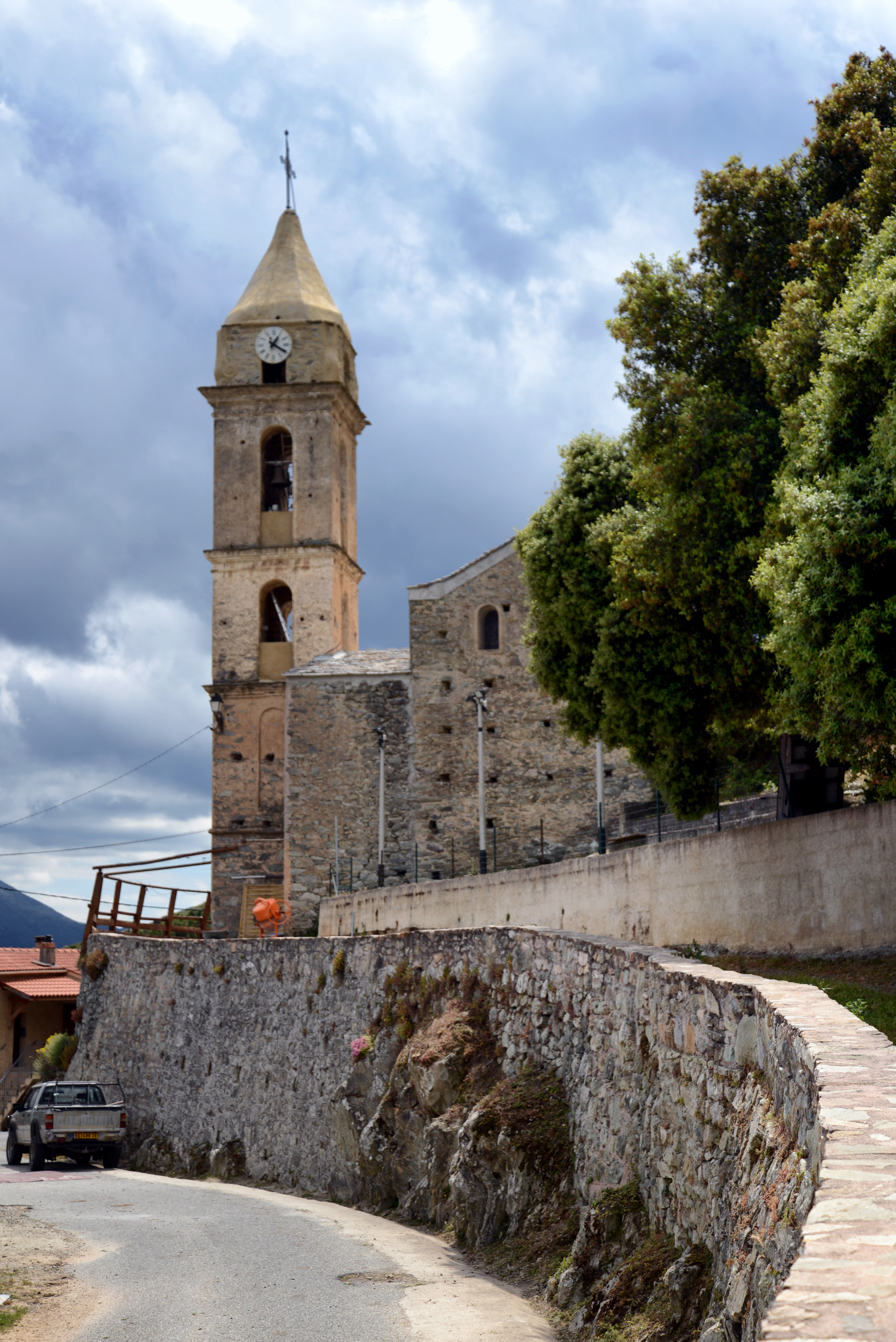
Église de l'Annonciation.

L'église paroissiale de l'Annonciation (A Nunziata) d'architecture baroque, est située au cœur du village, construite au-dessus de l'actuelle route D47. Elle a été restaurée (toit et clocher) en 2013.
À l'intérieur on peut admirer deux tableaux datant de la Renaissance, un chemin de croix datant du XVIIe siècle, et les fonts baptismaux qui sont exceptionnels.

#### Ancienne église San Cervone
L'église San Cervone (Saint-Cerbon de Populonia), a longtemps était considérée comme l'église principale de la pieve. Elle se trouve à 15 min de marche de l'église piévane Saints-Gervais-et-Protais. Ces deux églises sont en grande partie ruinées.

### Patrimoine culturel
Un comité des fêtes organise diverses manifestations culturelles l'été.
Un petit journal estival, le Petit Pratais Déchaîné, raconte la vie du village sur le mode humoristique.

### Personnalités liées à la commune
- Toussaint Nasica (1789-1850), magistrat et historien
- Jean Nasica (1906-1944), médecin et résistant français